# Архангельский, Василий Михайлович (священник)
Васи́лий Миха́йлович Арха́нгельский (20 января 1874 года, Тульская губерния — 16 ноября 1937 года, Бутовский полигон) — иерей, святой Русской православной церкви, причислен к лику святых как священномученик в 2000 году для общецерковного почитания.
Память празднуется в день его кончины 16 ноября.

## Биография
Родился 20 января 1874 года в селе Русалкино Каширского уезда Тульской губернии в семье диакона Покровской церкви Михаила Прохоровича Архангельского. Кроме него, в семье были трое братьев и две сестры. Отец дал духовное образование сыновьям, а дочери за неимением средств образование не получили, но вышли замуж за священников.
Василий прошёл курс обучения в Венёвском духовном училище и поступил в Тульскую духовную семинарию, которую закончил в 1897 году со 2-м разрядом. По окончании состоял учителем (1897—1902) в церковно-приходской школе села Спас-Детчина Каширского уезда. В 1902 году рукоположён Питиримом, епископом Тульским и Венёвским, во священники к Успенской церкви села Люблино Каширского уезда, в которой прослужил до конца жизни. Одновременно был законоучителем в трёх начальных земских школах: в Редькине, Смедовской и Хараброве.
В 1931 году приговорён к трём годам ссылки за невозможность церкви уплатить налог в виде сельскохозяйственной продукции. В виду незаконных действия подал прошение о пересмотре дела и областным судом был оправдан.

## Арест и мученическая кончина
Второй раз арестован 27 октября 1937 года по обвинению в контрреволюционной антисоветской деятельности. Фрагмент допроса:

— Следствию известно, что вы вели контрреволюционную агитацию среди населения об уничтожении коммунистов и обязательном посещении детьми церкви.

— Я агитации об уничтожении коммунистов никогда не вел. С некоторыми женщинами в церкви я говорил и спрашивал их, приучают ли они своих детей молиться, а также и своих родственников.
В протоколе допроса было обвинение, что он имел до 1917 года: 390 десятин земли и наёмную рабочую силу, 5 лошадей, 3 коровы, до 20 человек сезонных рабочих и одного постоянного. То, что это имущество было церковным и после революции было конфисковано, во внимание не принялось. Отца Василия заключили в Каширскую тюрьму, но вину он так и не признал. Допросы свидетелей велись с 17 октября по 01 ноября 1937 года.
14 ноября 1937 года «особой тройкой» УНКВД по Московской области приговорён к расстрелу.
Расстрелян 16 ноября 1937 года и погребён в безвестной общей могиле.

## Церковные награды
- Набедренник Преосвященного Лаврентия епископа Тульского и Белёвского 21 мая 1907 г.
- Скуфья «за отлично-усердную службу по духовному ведомству» Преосвященнейшим Парфением, епископом Тульским и Белёвским июль 1911 г.
- Камилавка «за особые заслуги по обстоятельствам военного времени» по определению епархиального начальства март 1916 г.

## Семья
Жена: Вера Ивановна (г/р 1881), до своей смерти прожила в селе Русалкино.
От брака имели шесть детей, но «Клировые ведомости» за 1916 год упоминают пятерых:
- Архангельский Александр (г/р 1903) — в 1916 году обучался в 3-м классе Венёвского духовного училища.
- Архангельская Татиана (г/р 1904) — обучалась в Тульском епархиальном женском училище.
- Архангельский Сергей (г/р 1910) — служил в церквях Тулы.
- Архангельский Владимир (г/р 1912) — служил в церквях Тулы, настоятель Петрово-Павловской церкви, входил в 1925 году в состав Предсъездной комиссии, образованной обновленческим тульским епархиальным управлением, но впоследствии известно, что он был смещён обновленцами, "был заштатным протоиереем церкви во имя Святых апостолов Петра и Павла, подвергался преследованиям со стороны «красных попов». «Буквально объездил всю Тульскую Губернию с агитацией за черносотенцев, последователей Патриарха Тихона».
- Архангельская Екатерина (г/р 1914) — находилась на домашнем воспитании по малолетству.
- Архангельский Леонид — в ведомостях не указан, служил в 1934—1935 годах в Ильинской церкви Тулы, женат на Троицкой Лидии Павловне, двоюродной сестре причисленного к лику святых, архиепископа Иллариона Троицкого. Оставил воспоминания об отце.

### Анкета арестованного
Согласно анкете арестованного в 1937 году отца Василия его семья состояла их шести человек:
Жена-матушка: Вера 57 лет — домохозяйка.
- Архангельский Дмитрий 17 лет — ученик средней Озёрской школы.
- Архангельская Екатерина 22 лет — учащаяся мед.техникума в г. Коломна.
- Архангельский Александр 30 лет — счетовод фабрики «Ока».
- Архангельская Валентина 28 лет — учительница.
- Архангельский Сергей 24 лет — учитель села Студенец Мордвесского района.
- Архангельский Владимир 32 лет — учитель начальной школы в Кашире.

## Канонизация
Причислен к лику святых новомучеников и исповедников Российских для общецерковного почитания деянием Юбилейного Архиерейского собора Русской православной церкви, проходившего 13—16 августа 2000 года в Москве.
День памяти: 3/16 ноября и в Соборе новомучеников и исповедников Российских.